# 褚令璩
褚令璩（5世纪—6世纪），南齐东昏侯萧宝卷皇后，河南阳翟（今河南禹州市）人，太常褚澄之女。

## 生平
建武二年（495年），纳褚令璩为皇太子妃。次年（496年），谒萧宝卷之母明敬刘皇后庙。498年，萧宝卷即位，褚令璩为皇后。萧宝卷宠愛美豔的潘貴妃，褚令璩从此不被萧宝卷礼遇。黄淑仪生太子萧诵。永元三年（501年）雍州刺史萧衍逼宫，萧宝卷被杀，萧衍追废萧宝卷为东昏侯，废褚令璩为庶人，后事不详。

## 延伸阅读
[在维基数据编辑]
 《南齊書·卷20》，出自萧子显《南齊書》
 《南史·卷11》，出自李延壽《南史》

| 前任： 王韶明 | 南朝齐皇后 496年—501年 | 繼任： 王蕣華 |